# Frontière entre la Grenade et Trinité-et-Tobago
La frontière entre Grenade et Trinité-et-Tobago est la frontière, intégralement maritime, séparant Grenade et Trinité-et-Tobago, dans les Petites Antilles (mer des Caraïbes).

## Historique
La frontière maritime entre les deux pays a été déterminée par une convention signée le 21 avril 2010 à Port-d'Espagne (capitale de Trinité-et-Tobago) et entrée en vigueur le même jour. Les signataires sont Patrick Manning, premier ministre de Trinité-et-Tobago et Tillman Thomas, premier ministre de Grenade

## Caractéristiques
Les espaces maritimes de chacun des deux pays sont délimités par les arcs de loxodromie joignant les points dont les coordonnées géographiques sont les suivantes (dans le système géodésique :
- TTG1 : 11° 23′ 31″ N, 61° 43′ 56″ O
- TTG2 : 11° 59′ 03″ N, 60° 54′ 38″ O, ce point est situé à la limite des 200 M des zones économiques exclusives respectives.
- se poursuit plus loin le long de l'azimut géodésique 58°28’36" jusqu'à rentré dans la juridiction d'un troisième souverain.

Le point TTG1 ne constitue pas le tripoint avec le Venezuela qui se situe aux coordonnées 11° 10′ 20″ N, 61° 43′ 46″ O.